# V366 Большой Медведицы
V366 Большой Медведицы (лат. V366 Ursae Majoris) — двойная затменная переменная звезда типа W Большой Медведицы (EW) в созвездии Большой Медведицы на расстоянии приблизительно 2296 световых лет (около 704 парсеков) от Солнца. Видимая звёздная величина звезды — от +14,2m до +13,6m. Орбитальный период — около 0,4573 суток (10,975 часов).